# Muerte y funeral de Estado de Jorge V del Reino Unido
Jorge V del Reino Unido falleció el 20 de enero de 1936. Su funeral de Estado tuvo lugar el 28 de enero de 1936 en la Capilla de San Jorge, en el Castillo de Windsor, tras seis días de velatorio en Westminster Hall.

## Antecedentes
Su padre, Eduardo VII falleció el 6 de mayo de 1910 y Jorge se convirtió en rey. Sobre la muerte de su padre escribió en su diario: «He perdido a mi mejor amigo y el mejor de los padres [...] Nunca tuve una sola palabra de enfado con él. Estoy abrumado por el dolor y tengo el corazón roto, pero Dios me ayudará en mis responsabilidades y mi querida May será mi consuelo como siempre lo ha sido. Que Dios me dé fuerza y orientación en la pesada tarea que ha caído sobre mí».
La relación de Jorge con Eduardo, su hijo mayor y heredero, se deterioró en los últimos años de su vida. Estaba decepcionado por el fracaso de Eduardo para establecerse en la vida y horrorizado por sus constantes amoríos con mujeres casadas, especialmente por su relación con la divorciada norteamericana Wallis Simpson (al cual jamás aprobó la relación). En contraste, estaba muy apegado a su segundo hijo, el príncipe Alberto, y adoraba a su nieta mayor y futura monarca, Isabel; a quien apodaba «Lilibet», mientras que la niña le decía cariñosamente «Abuelo Inglaterra». En 1935, Jorge dijo de su hijo Eduardo: «Después de mi muerte, el chico se arruinará en doce meses» y de Alberto y Lilibet: «Ruego a Dios que mi hijo mayor (Eduardo) nunca se case y tenga hijos, y que nada se interponga entre Bertie y Lilibet y el trono».

## Muerte
El rey Jorge había sufrido varios episodios de enfermedades graves desde la Primera Guerra Mundial; sufría de bronquitis crónica exacerbada por fumar mucho. En 1935 necesitaba el uso ocasional de tanques de oxígeno que tenía al lado de su cama. A fines de ese año, su médico personal, Lord Dawson de Penn, le dijo al primer ministro, Stanley Baldwin, que el rey estaba "empacando su equipaje y preparándose para partir".
En el año nuevo de 1936, el rey Jorge tomó reposo en su habitación en Sandringham House en Norfolk; los miembros de la familia fueron convocados el 16 y 17 de enero por una ansiosa reina María. A las 21:25 del martes 20 de enero, Lord Dawson escribió un boletín de prensa en el reverso de una tarjeta de menú; "la vida del rey se encamina pacíficamente hacia su fin". El rey Jorge murió a las 23:55 con la reina y sus hijos junto a su cama y el arzobispo de Canterbury, Cosmo Lang, recitando oraciones. Se reveló décadas más tarde, a partir del relato de Dawson en su diario personal, que había acelerado el proceso al inyectar una sobredosis de morfina y cocaína en la vena yugular del rey, con la intención de tener el anuncio en los periódicos de gran formato de la mañana, en lugar de "el diarios vespertinos menos apropiados".

## Traslado del cuerpo del monarca

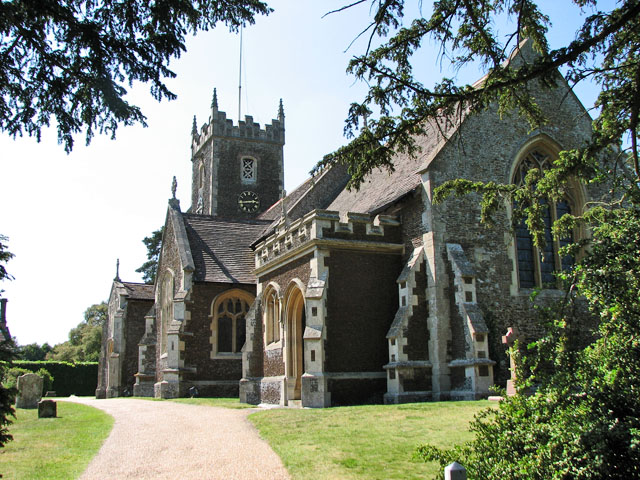
La iglesia de Santa María Magdalena, lugar donde pasó la noche el ataúd del difunto rey

En la tarde del 22 de enero, el ataúd del rey fue trasladado de Sandringham House a la iglesia parroquial de Santa María Magdalena, donde fue velado durante la noche con una guardia de honor de trabajadores de la finca. A la mañana siguiente, 23 de enero, el ataúd fue llevado en una procesión de 4 kilómetros (2½ millas) desde la iglesia hasta la estación de tren de Wolferton, con el rey Eduardo VIII y sus hermanos caminando detrás y el resto de la familia real en carruajes. También lo acompañaban Jock, el póney gris del difunto rey, conducido por un mozo de cuadra, y su loro Charlotte, cuya jaula era llevada por un sirviente.
El tren fúnebre, remolcado por la locomotora de vapor Clase B17 N.º 2847 Helmingham Hall, llegó a Londres a la estación de tren de King's Cross y luego el ataúd fue transportado en un carro de armas escoltado por Granaderos de la Guardia a través de calles abarrotadas pero silenciosas con el rey Eduardo y sus hermanos caminando detrás, llegando a Westminster Hall a las cuatro en punto. Cuando los guardias llevaron el ataúd al salón, la cruz de Malta que remataba la Corona imperial del Estado cayó al suelo; se escuchó a Eduardo VIII exclamar «¡Cristo! ¿Qué va a pasar ahora?»
Durante la vigilia y después de haber sido trasladado el féretro, el catafalco estuvo custodiado en todo momento por doce hombres; cuatro yeomen de la Guardia, cuatro caballeros de armas y cuatro oficiales de la División Doméstica, ya sea la Guardia de Infantería o la Caballería Doméstica. La guardia se cambiaba cada veinte minutos, a excepción de los yeomen que eran relevados cada hora.
A la medianoche, después de asistir a una cena de Estado en el Palacio de Buckingham para los dignatarios visitantes, incluidos cinco reyes, los cuatro hijos varones sobrevivientes del difunto rey (el rey Eduardo VIII, el duque de York, el duque de Gloucester y el duque de Kent), montaron vigilia reemplazando a los cuatro oficiales de guardia. Este evento se conoció como la vigilia de los príncipes.  Estaban vestidos respectivamente con los uniformes de gala de la Guardia Galesa, la Guardia Escocesa, el 10.º Royal Hussars y la Royal Navy. Se informó que muchos de los dolientes que pasaban no reconocieron a los príncipes ni al propio rey; este hecho se repitió en la vigilia dada a Isabel II por parte de sus hijos Carlos III, Ana, Andrés y Eduardo, y sus nietos, del 15 al 19 de septiembre del 2022.

### Dignatarios presentes en el Funeral

#### Clase monarca
- Reino Unido:
  - María de Teck, la reina madre y viuda del rey.
  - Eduardo VIII del Reino Unido, hijo del rey.
  - Alberto de York (futuro rey Jorge VI), hijo del rey, y su esposa Isabel Bowes-Lyon.
  - Enrique de Gloucester, hijo del rey, y su esposa Alicia de Gloucester.
  - Jorge de Kent, hijo del rey, y su esposa Marina de Kent.
  - María del Reino Unido, condesa de Harewood, única hija del rey, y su esposo Henry Lascelles, VI conde de Harewood.
  - George Lascelles, hijo de María y Henry
- Noruega: el rey Hakoon VII de Noruega y su esposa Maud de Gales, cuñado y hermana del rey, acompañados por su hijo y futuro rey Olav V de Noruega.
- Dinamarca: el rey Christian X de Dinamarca, primo del difunto monarca, acompañado de su hija, Ingrid de Suecia.
- Grecia: el príncipe heredero Pablo de Grecia (futuro rey Pablo I), en representación de su padre, el rey Jorge II de Grecia, y  acompañado de sus bistíos Jorge y Nicolás, primos del difunto monarca.
- Rumania: el rey Carlos II de Rumania, primo del difunto monarca.
- Suecia: el príncipe heredero Gustavo Adolfo de Suecia (futuro rey Gustavo VI Adolfo), en representación de su padre, el rey Gustavo V de Suecia, y acompañado por su esposa Luisa Mountbatten, ambos primos del difunto monarca.
- Luxemburgo: el príncipe consorte Félix de Borbón-Parma, en representación de su mujer, la gran duquesa Carlota de Luxemburgo, una prima segunda del rey.
- Bélgica: el rey Leopoldo III de Bélgica, acompañado de su hermano, Carlos, ambos primos terceros del difunto monarca.
- Bulgaria: el zar Boris III de Bulgaria, primo tercero del difunto monarca.
- Italia: el príncipe heredero Humberto de Italia (futuro rey Humberto II), primo tercero político del difunto monarca, en representación de su padre, el rey Víctor Manuel III de Italia.

#### Clase política
- Reino Unido: Stanley Baldwin, primer ministro del Reino Unido.
- Francia: Albert Lebrun, presidente de Francia.
- Bélgica: Paul van Zeeland, primer ministro de Bélgica.
- Estados Unidos: Norman Davis, exsubsecretario de Estado de los Estados Unidos.

## Funeral y entierro

### Ritos y servicio fúnebre
El servicio en sí fue un asunto bastante simple siguiendo el texto del Libro de Oración Común y sin himnos adicionales, que habían sido una característica de otros funerales reales. En cambio, se incluyó un himno congregacional, Permanece conmigo. La última oración fúnebre, Escuché una voz del cielo, fue cantada en un escenario por sir John Goss, en lugar de la música tradicional de William Croft. Después de que el rey de armas principal de la Jarretera pronunciara el estilo del difunto rey, se cantó God be in my Head de Sir Henry Walford Davies.
Inicialmente enterrado en la cripta real debajo del coro en la Capilla de San Jorge, el cuerpo del rey Jorge fue trasladado a un sarcófago monumental en el pasillo de la nave norte el 27 de febrero de 1939.  La tumba está coronada por efigies del rey Jorge y la reina María, esculpidas por sir William Reid Dick. (1878-1961).  La reina María fue enterrada junto a su esposo luego de su funeral en St George's el 31 de marzo de 1953.

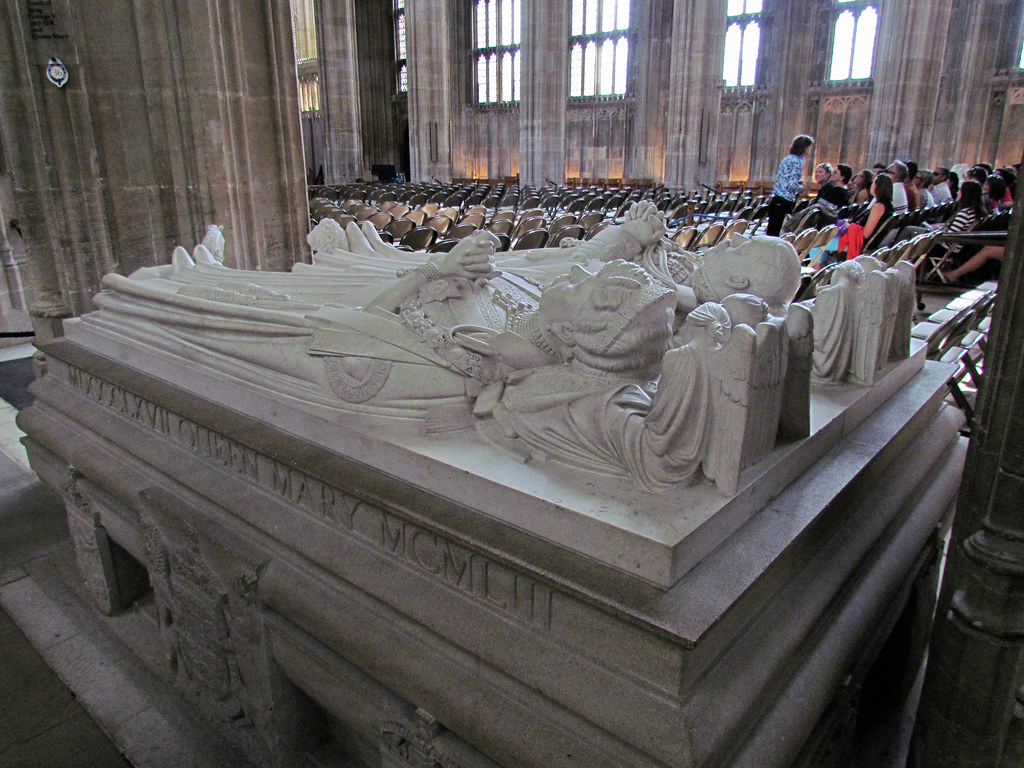
La tumba donde en la actualidad, reposan los restos de Jorge V y de su esposa, María de Teck

El servicio se transmitió en vivo por BBC Radio y se transmitió por todo el Imperio; también se proyectaron más tarde en los cines películas de noticiarios de los cortejos fúnebres. Se llevaron a cabo servicios conmemorativos ecuménicos en iglesias y capillas de todo el país, para lo cual se imprimió una "forma de servicio" especial, para ser utilizada "ya sea en el día del funeral o en el día más conveniente dentro de la octava, por Su Majestad. Orden especial".